# Медуза (Цілком таємно)
Медуза (Medusa) — 12-й епізод восьмого сезону серіалу «Цілком таємно». Епізод не належить до «міфології серіалу» — це монстр тижня. Прем'єра в мережі «Фокс» відбулася 11 лютого 2001 року.
У США серія отримала рейтинг Нільсена, рівний 8.2, це означає, що в день виходу її подивилися 13.8 мільйона глядачів.

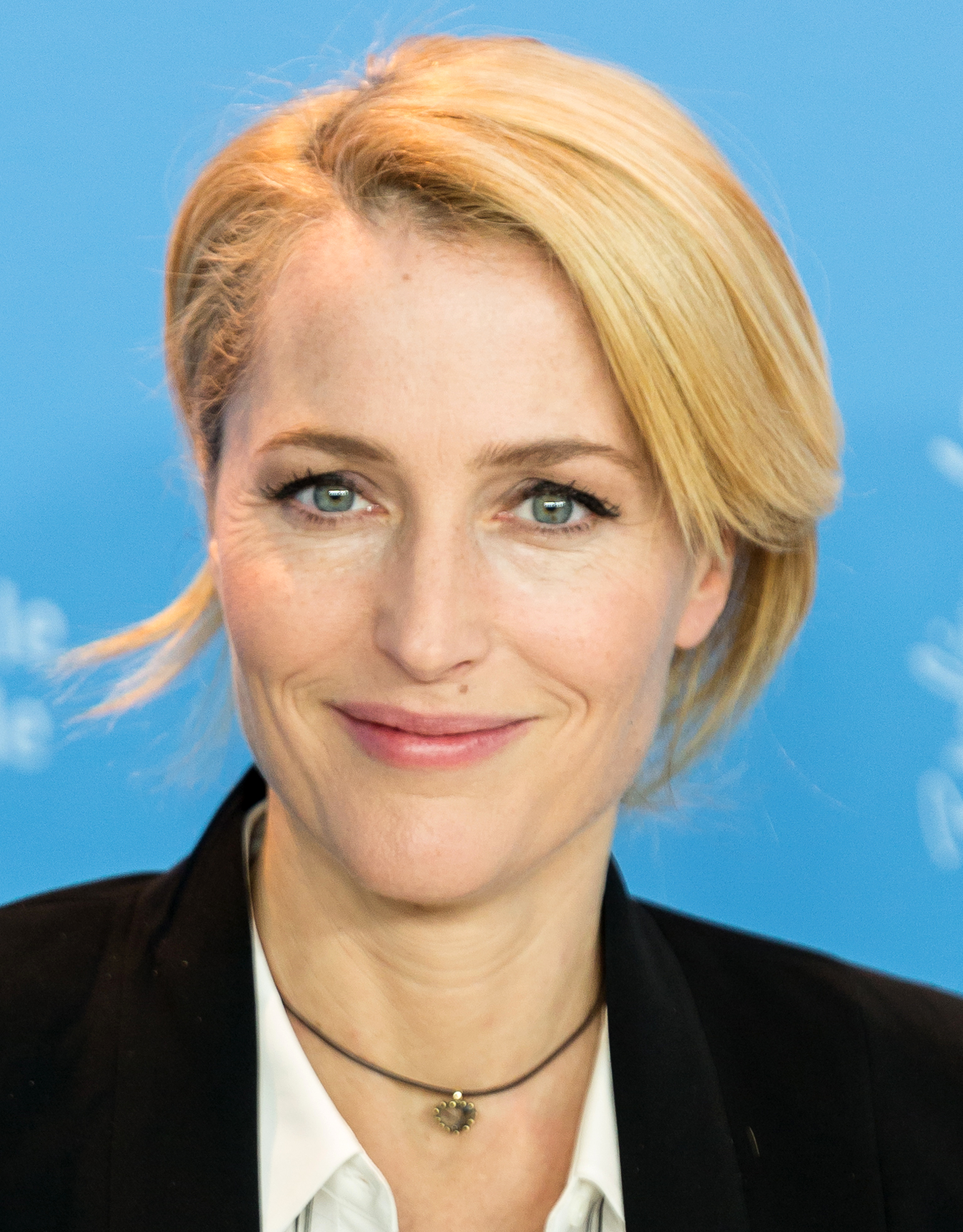

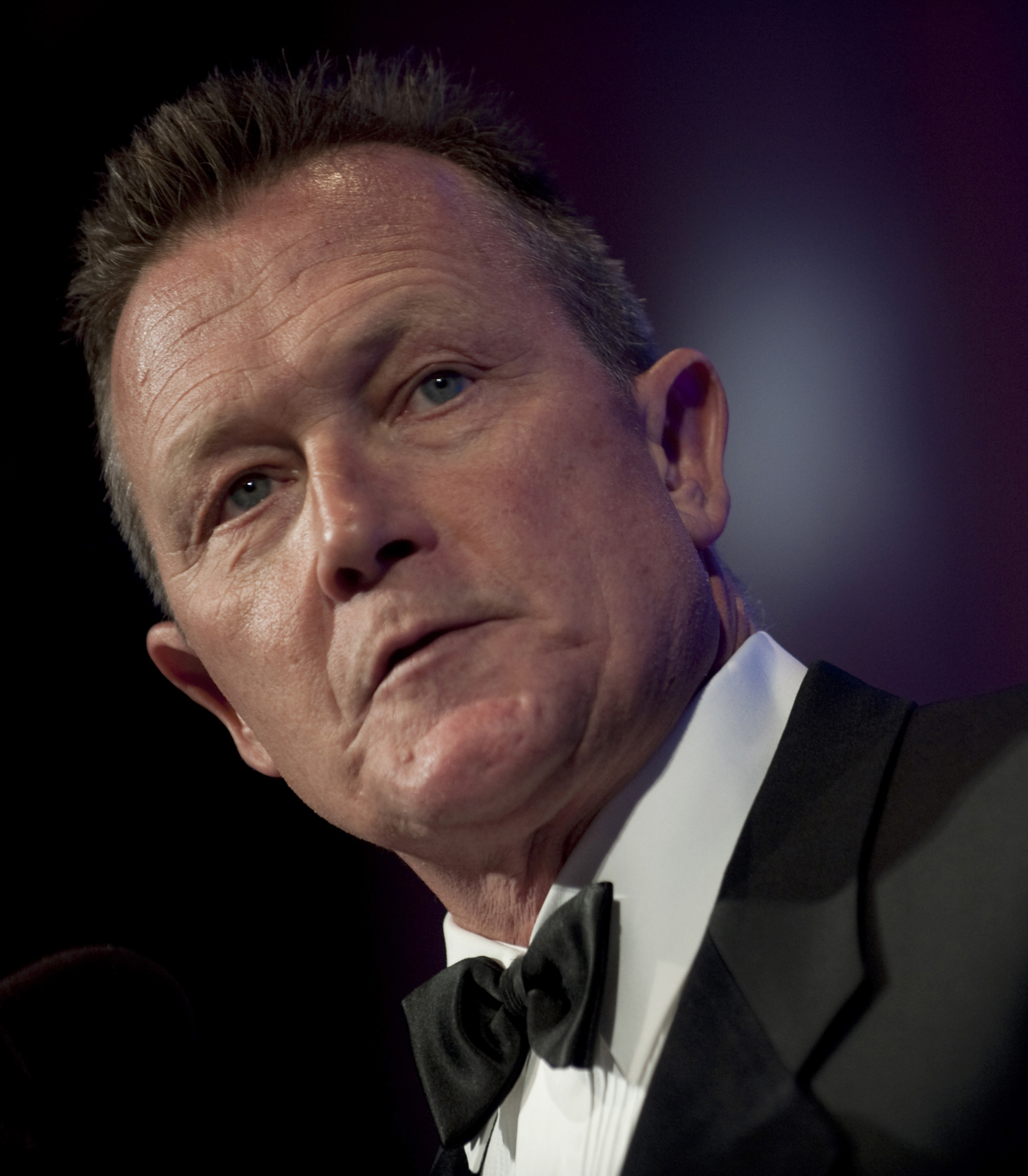

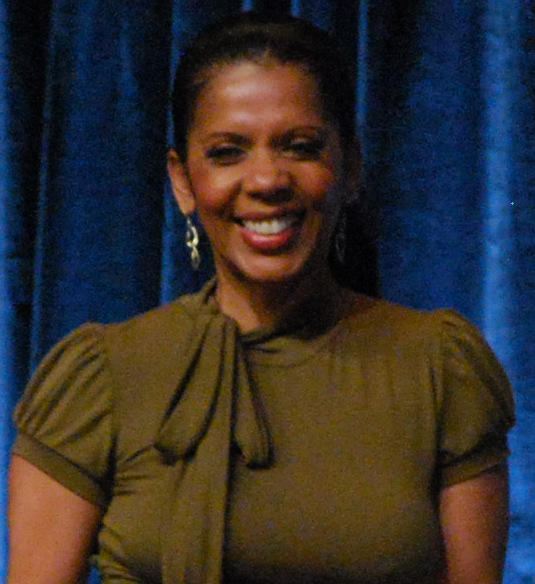

Серія дивних смертей відбувається в тунелі Бостона. Доггетт приєднується до групи професіоналів для розслідування під землею. Тим часом на поверхні Скаллі доводиться боротися з владою, які вирішили запустити поїзда в тунелях через кілька годин.

## Зміст
Істина поза межами досяжного
У Бостоні поліцейський під прикриттям чекає на метро один. Раптом з'являється підозрілий чоловік, який веде себе зухвало. Врешті-решт, вони обидва сідають у потяг, і поліцейський витягає пістолет, коли чоловік починає йти до нього ззаду. Раптом метро зупиняється, видно спалахи світла, і поїзд втрачає потужність. Пізніше, коли потяг знову запрацює, група пасажирів заходить у вагон метро і виявляє поліцейського з виїденим м'ясом на половині обличчя та роз'їденою лівою рукою до кісток.
Агенти Скаллі та Доггетт прибувають до операційного центру для розслідування. Однак їх грубо вітають заступник начальника Каррас та лейтенант Б'янко транзитної поліції; поліцейські нетерпляче бажають, щоб ФБР швидко виконало роботу, аби метро відкрили за п'ять годин. Каррас також дратується, що Скаллі зробила розтин тіла і затримала рух метро. Доггетта і Скаллі знайомлять із ударною групою, яка вирушить у метро для розслідування. До групи входять інженер-конструктор Стівен Мельник та доктор Хеллура Лайл, співробітник CDC, що спеціалізується на біологічних й хімічних патогенах. Однак Скаллі вирішує, що план буде працювати краще, якщо Доггетт буде виконувати роль її очей та вух, поки вона аналізуватиме ситуацію з Центру контролю транзиту. За допомогою камер і мікрофонів вона буде спостерігати і чути те, що відбувається. Після того, як плани складені, Доггет веде команду в темний тунель. Група при переміщенні тунелем відчуває сильне підвищення температури повітря. По дорозі Лайл вступає у якусь калюжку — згодом речовина в ній флуоресціює. Раптово у Мельника починає пекти шия — на ній виявляють опік завбільшки з монету. В пробі з калюжки не знаходять токсини — це морська вода.
Мельник згадує, що тунелі проходять уздовж гавані в деяких місцях і що вони час від часу отримують витоки морської води. Рухаючись вперед, команда знаходить покинуту ділянку тунелів метро. З тунелю виривається людина з відкритою грудною кліткою і вишкіреними зубами, яка збиває Доггетта — він підозрюваний грабіжник, з'їдений, як і інша людина. Його стан доводить, що він не вбив людину і що насправді може бути зараження. Мельник щось бачить далі в коридорі — але представник транспортної поліції бажає все закрити чимшвидше. Озираючись навколо, команда виявляє три тіла з однаковими жахливими травмами, загорнуті в пластик. Стає зрозуміло, що хтось приховує проблему в метро; Скаллі підозрює — це інфекція.
Лайл помічає невідомого, який тікає від них у метро, і команда йде за ним. У Скаллі відбувається гаряча суперечка із заступником начальника метро — він хоче чимшвидше відновити роботу підземки. Група продовжує пошуки — від спертого повітря і непрацюючої вентиляції їх заливає потом. Коли група наближається до місця, де поїзд зупинився, Мельник починає кричати від болю. Видимі електричні спалахи починають руйнувати шкіру на лівій руці. Скаллі каже Доггетту налити на на ураження чисту, що припиняє спалахи. Лайл піднімає важко травмованого Мельника на поверхню, а Доггет продовжує пошуки з Б'янко — поліцейський помічає зелене світіння на своїй руці. Коли Мельник повертається на поверхню, йому, здається, стає гірше, але Лайл виглядає здоровою. Потім Скаллі бачить, як три тіла забрали люди, які не мають відношення до бактеріологічного відділу. Коли Скаллі стикається з Каррасом з цього приводу, він каже, що це він організував евакуацію тіл. Скаллі розповідає Каррасу, що вона вже організувала Центр збору даних для збору тіл, і звинувачує Карраса у спробі прикриття. Хоча Каррас намагається заперечити свою причетність, він дотично визнає свою причетність.
Повернувшись у тунелі, Доггетт помічає зелене сяйво на Б'янко при слабкому освітленні колишньої станції метро. Тому він відмовляється дозволити лейтенанту вибратися на поверхню. Б'янко тікає, змушуючи Доггетта переслідувати. Доггетт дізнається від Скаллі, що Каррас випередив план і дозволив пасажирам вийти на платформи, й метро почне рухатися, незважаючи на небезпеку.
Після аналізу різних зразків води, знайдених на місці події, Скаллі зустрічається з докторкою Кей Боу, морським біологом, який пояснює, що в зразку міститься унікальна мікроскопічна морська істота під назвою медуза — які побудовані з кальцію і є біолюмінесцентними. Однак Боу не знає, чому відбувається електрична реакція. Доки Доггетт перебуває в несвідомому стані — його шкірний поктив теж починає відсвічувати зеленим. Голос Скаллі в мікрофоні повертає Доггетта до свідомого стану — при тьмяному освітленні він та Боу й Скаллі бачать на шкірному покриві зелене мерехтіння. Коли Доггетт знаходить пораненого Б'янко, він виявляє, що його стан погіршився.
Доггетт веде під руку Б'янко і допомагає йому продовжувати рухатися тунелями. Незабаром вони зустрічають хлопчика що не розмовляє — без ознак світної зеленої речовини. Скаллі розуміє, що піт викликає хімічну електричну реакцію, оскільки він є провідником для йонів кальцію. У хлопчика ще немає добре розвинених потових залоз, тому медузи не впливають на нього. Доггетт йде за хлопчиком до кімнати де вода із затоки стікає по стінах — вони всі відсвічують зеленим. Раптом до групи під'їжджає зустрічний метрополітен — Каррас дозволив метро відновити розклад. Доггетт використовує пістолет Б'янко як електричний провідник від третього тунелю до електролітичної води, вбиваючи медузи та запобігаючи подальшому їх впливу. Світіння на тілах Доггетта і Б'янко зникло.
Скаллі приїздить до Доггетта в лікарню. Вона повідомляє йому, що Б'янко і Мельник у віданні пластичних хірургів, хлопчика передали до соціальних служб. І проти Карраса не буде висунуто кримінальну справу, оскільки електричний розряд з третього тунелю знищив доказ присутності медуз у тунелі.
Я був просто вашими очима і вухами

## Зйомки
Серію написав Френк Спотніц, режисував Річард Комптон. Через обсяг епізоду на зйомки було виділено «величезний бюджет». Копія метро, створена для цього епізоду, була розроблена для відображення фактичного бостонського метро. За словами Роберта Патріка, «вони завели нас туди, і ми це зробили, було побудовано величезний тунель метро на звуковій сцені». Згодом Патрік описав копію метро як «найбільшу прокляту річ, яку я бачив у своєму житті». В реальному житті систему бостонського метро називають «T». У «Медузі» «Т» було змінено на «М» «для вигаданих цілей».
Чері Монтесанто-Медкалф та Метью Мангл, відповідальні за грим серіалу, використовували кілька неортодоксальних інгредієнтів, щоб створити ефект розтопленої м'якоті; на додаток до використання звичайного протезування, вони також застосували комбінацію інжиру та Fruit Roll-Ups. Деякі персонажі в епізоді були названі на честь людей із реального життя — Геллуру Лайл та Кай Боу було названо як двох стажерів Гільдії сценаристів, які працювали в студії записів «Цілком таємно». Персонаж Стівен Мельник названий на честь віце-президента з питань зв'язків зі ЗМІ на телеканалі «20th Television». Раніше Мельник був публіцистом серіалу..

## Показ і відгуки
«Медуза» вперше вийшла на телеканалі «Fox» 11 лютого 2001 року. Епізод отримав рейтинг Нільсена 8,2, що означає — його бачили 8,2 % домогосподарств країни. Епізод переглянули 8,27 млн домогосподарств та 13,8 млн глядачів. Згодом він був показаний у Великій Британії на телеканалі «BBC Two» 26 травня 2002 року.
Огляд критиків щодо епізоду був переважно неоднозначним. Сценаристка «Телебачення без жалю» Джессіка Морган оцінила його на «В». Незважаючи на помірні похвали, вона пожартувала над зображенням метро у серії, зазначивши, що це нереально; також оглядачка написала, що цей реквізит — «найчистіша, найпустіша станція метро у світі… без сечі. Без сміття. Це справді приємніше мого метро». Роберт Ширман та Ларс Пірсон у книзі «Хочемо вірити: критичний посібник з Цілком таємно, Мілленіуму та Самотніх стрільців» дав епізоду змішаний відгук і оцінив його в 2.5 зірки з п'яти. Незважаючи на те, що «на папері („Медуза“) — правильний епізод у потрібний час», вони розкритикували серію, зазначивши, що «тизер ніколи не має сенсу у світлі запропонованих стосунків, поява німого хлопчика безладна вигадка, і закінчення занадто різке».
Зак Гендлен з «The A.V. Club» відзначив епізод «B–». Незважаючи на те, що епізод мав «кілька гідних ідей і поганеньку обстановку», «історія не заіскрилася». Він багато в чому звинувачував антагоністичний організм серії, відзначаючи, що вони не «всі такі пам'ятні» і «навіть не всі ці чудовиська». Однак Гендлен позитивно написав про роль Скаллі у серії, стверджуючи, що «найцікавіше в епізоді — дивитися, як Скаллі спостерігає за Доггеттом та його командою… повільно працює через закриті тунелі метро, знаходячи тіла, загорнуті в пластик та інші таємниці поруч».
Пола Вітаріс з «Cinefantastique» надала епізоду дещо негативний відгук і присудила йому 1.5 зірки з чотирьох. Незважаючи на те, що «після епізодів про дупоповзання і блювання, це полегшення, коли люди просто вмирають, коли їх шкіра і м'язи обсмажуються мікроскопічними морськими істотами, які називаються медузами». Вітаріс критично віднеслася до сюжету, вважаючи його «кліше фільмів 1970-х років, у яких зображено ув'язненого чиновника, котрий наполягає, що літак повинен літати або хмарочос пожежобезпечний, навіть коли потенційна катастрофа дивиться йому в обличчя». Спотніц згодом визнав у інтерв'ю для «Reddit», що цей епізод був найменш улюбленим з написаних ним, тому що «концепція просто не була чіткою або достатньо переконливою, щоб витримати етерний час».

## Знімалися
| Актор                  | Роль                        |
| ---------------------- | --------------------------- |
| Роберт Патрік          | Джон Доггетт                |
| Джилліан Андерсон      | Дейна Скаллі                |
| Кен Дженкінс           | заступник начальника Каррас |
| Пенні Джонсон Джеральд | Хеллура Лайл                |
| Віто Руджиніс          | лейтенант Б’янко            |
| Джудіт Скотт           | Кай Боу                     |
| Брент Секстон          | Стівен Мельник              |